# 한씨 (낙랑)
한씨(韓氏)는 낙랑군에 존재했던 성씨이다.